# Décès en 1916
Décès
- 1912
- 1913
- 1914
- 1915
- 1916
- 1917
- 1918
- 1919
- 1920

Cette page dresse une liste de personnalités mortes au cours de l'année 1916 présentée dans l'ordre chronologique.
Pour une information complémentaire, voir la page d'aide.
La liste des personnes référencées dans Wikipédia est disponible dans la page de la Catégorie:Décès en 1916

## Inconnu
- Paul Berthier, peintre et sculpteur français (° 1876).
- Cheong Fatt Tze, homme d'affaires et homme politique chinois (° 1840).
- Hermann Martens, coureur cycliste sur piste allemand (° 16 avril 1877).
- Gaston Casimir Saint-Pierre, peintre français (° 12 mai 1833).
- William Usherwood, peintre et photographe anglais. († 1916).
- Napoleone Verga, peintre italien, spécialiste de miniatures (° 9 février 1833).
- Ernesto Villar Millares, compositeur et musicologue espagnol (° 1849).

## Janvier
- 2 janvier : Mikhaïl Tkatchenko, peintre russe (° 18 novembre 1860).
- 5 janvier : Ulpiano Checa y Sanz, peintre et graveur espagnol (° 3 avril 1860).
- 7 janvier : Koyama Shōtarō, peintre japonais (° 15 février 1857).
- 8 janvier : Louis Aimé Japy, peintre français de l'École de Barbizon (° 19 octobre 1839).
- 9 janvier :
  - Tadeusz Ajdukiewicz, peintre polonais (° 1852).
  - Jan Umlauf, peintre austro-hongrois (° 21 juin 1825).
- 11 janvier : Guido Baccelli, médecin et homme politique italien (° 25 novembre 1830).
- 13 janvier :
  - Pierre Louis Léger Vauthier, peintre français (° 29 septembre 1845).
  - Fortuné Viguier, peintre français (° 20 janvier 1841).
- 15 janvier : Sarah Jane Kirk, militante néo-zélandaise du mouvement de tempérance, suffragiste et des droits de l'homme (° 22 janvier 1829).
- 17 janvier : Marie Bracquemond, peintre, graveuse et céramiste française (° 1er décembre 1840).
- 19 janvier : Félix Robert, matador français (° 14 avril 1862).
- 20 janvier : Alessandro Centurini, homme politique italien (° 28 avril 1830).
- 23 janvier : Pierre Emmanuel Eugène Damoye, peintre français de l'École de Barbizon (° 20 février 1847).
- 26 janvier : Camillo Finocchiaro Aprile, homme politique et juriste italien (° 28 janvier 1851).

## Février
- 1er février : Lev Dmitriev-Kavkazski, graphiste et illustrateur russe (° 2 mars 1849).
- 2 février : Gabriel Guérin, peintre français (° 21 décembre 1869).
- 3 février :  Paolo Gaidano, peintre italien (° 28 décembre 1861).
- 4 février : Adolphe Biarent, compositeur et chef d'orchestre belge (° 16 octobre 1871).
- 9 février : Luigi Loir, peintre, illustrateur et lithographe français (° 22 décembre 1845).
- 19 février : Ernst Mach, physicien et philosophe autrichien (° 18 février 1838).
- 20 février : Léon-François Comerre, peintre et sculpteur orientaliste français (° 10 octobre 1850).
- 23 février : Adele Marion Fielde, militante sociale, missionnaire baptiste, scientifique, sinologue et femme de lettres américaine (° 30 mars 1839).
- 28 février :
  - Henry James, écrivain américain (° 15 avril 1843).
  - Maurice Orange, peintre et dessinateur français (° 9 mars 1867).
  - Shikō Imamura, peintre japonais (° 16 décembre 1880).
- 29 février : Alexandra Frosterus-Såltin, artiste peintre finlandaise (° 6 décembre 1837).

## Mars
- 3 mars : John Wesley Judd, géologue britannique (° 18 février 1840).
- 4 mars : Franz Marc, peintre allemand, à Verdun (° 8 février 1880).
- 6 mars : Émile Friol, coureur cycliste français (° 6 mars 1881).
- 7 mars : José Ferrer, guitariste espagnol et compositeur pour son instrument (° 13 mars 1835).
- 12 mars : Julien Davignon, homme politique belge (° 3 décembre 1854).
- 15 mars : Marie-Nicolas Saulnier de La Pinelais, officier de marine, peintre, aquarelliste et graveur français (° 9 octobre 1836).
- 19 mars : Vassili Sourikov, peintre russe (° 24 janvier 1848).
- 24 mars : Enrique Granados, compositeur espagnol (° 27 juillet 1867).

## Avril
- 2 avril :  Ernest-Auguste Le Villain, peintre paysagiste français (° 14 février 1845).
- 9 avril : Wilhelm Sauer, facteur d'orgue allemand et fondateur de la maison Sauer (° 23 mars 1831).
- 10 avril : Alphonse Asselbergs, peintre belge (° 19 juin 1839).
- 13 avril : Édouard Jeanmaire, peintre suisse (° 27 août 1847).
- 16 avril : Pierre-Maurice Masson, écrivain et critique français (° {1879).
- 21 avril : 
  - Georges Boillot, coureur automobile (° 3 août 1884).
  - Guy Rathbone, acteur britannique (° 29 mai 1884).

## Mai
- 3 mai : Patrick Pearse, enseignant, avocat, poète, écrivain, nationaliste, activiste politique républicain et révolutionnaire irlandais (° 10 novembre 1879).
- 4 mai :
  - Joseph Plunkett, nationaliste et poète irlandais (° 21 novembre 1887).
  - Hector-Irénée Sevin, cardinal français, archevêque de Lyon (° 22 mars 1852).
- 7 mai : François Joseph Girot, peintre français (° 25 août 1873).
- 11 mai :
  - Max Reger, compositeur, chef d'orchestre, pianiste, organiste et professeur de musique allemand (° 19 mars 1873).
  - Tirésias Simon Sam, militaire et homme d'État haïtien (° 15 mai 1835).
  - Karl Schwarzschild, astrophysicien allemand (° 9 octobre 1873).
- 12 mai : 
  - James Connolly, révolutionnaire et syndicaliste irlandais (° 5 juin 1868).
  - Joseph-Aldéric Ouimet, homme politique fédéral provenant du Québec (° 20 mai 1848).
- 16 mai : Jean-Jacques Scherrer, peintre français (° 29 septembre 1855).
- 17 mai : Gaston Salvayre, compositeur et critique musical français (° 24 juin 1847).
- 21 mai : Artúr Görgey, homme d'État et militaire hongrois (° 30 janvier 1818).
- 27 mai : Joseph Gallieni, militaire français, maréchal de France (° 24 avril 1849).
- 29 mai : Louis-Alphonse Boyer, homme politique fédéral provenant du Québec (° 31 mai 1839).
- 31 mai : Louis-Marie Faudacq, douanier, peintre et graveur français (° 19 mai 1840).

## Juin
- 2 juin : Raffaele Faccioli, peintre italien (° 27 décembre 1845).
- 11 juin : Ladislaus von Szögyény-Marich, diplomate autrichien puis austro-hongrois (° 12 novembre 1841).
- 17 juin : Paul-Alfred Colin, peintre et enseignant français (° 19 octobre 1838).
- 25 juin : Thomas Eakins, peintre, sculpteur et photographe américain (° 25 juillet 1844).
- 26 juin : Josiah Strong, pasteur protestant américain (° 14 avril 1847).
- 28 juin : Ștefan Luchian, peintre roumain (° 1er février 1868).
- 29 juin : Georges Lacombe, peintre et sculpteur français (° 18 juin 1868).
- 30 juin : Gaston Maspero, égyptologue français (° 23 juin 1846).

## Juillet
- 5 juillet : Georges Lemmen, peintre, graveur et dessinateur impressionniste belge (° 25 novembre 1865).
- 6 juillet :
  - Henri Kowalski, compositeur français (° 1er avril 1841).
  - Odilon Redon, peintre, graveur et écrivain français (° 20 avril 1840).
- 12 juillet :  Cesare Battisti, journaliste, géographe, homme politique socialiste et révolutionnaire irrédentiste italien (° 4 février 1875).
- 13 juillet : William Ramsay, chimiste britannique (° 2 octobre 1852).
- 18 juillet : Rodolphe Berger, compositeur et mélodiste autrichien (° 4 avril 1864).
- 24 juillet : Eugène Anthiome, compositeur français (° 19 août 1836).
- 27 juillet : Karl Klindworth, violoniste, compositeur et chef d'orchestre allemand (° 25 septembre 1830).
- 28 juillet :
  - Tamburi Cemil Bey, musicien et compositeur turc (° 1873).
  - Pierre-Amand Landry, enseignant et homme politique (° 1er mai 1846).
- 29 juillet : Heinrich Deiters, peintre allemand (° 5 septembre 1840).

## Août
- 2 août : Hamish MacCunn, compositeur, pianiste et chef d'orchestre écossais (° 22 mars 1868).
- 4 août : Frédéric Jansoone, religieux français (° 9 novembre 1838).
- 5 août :  George Butterworth, compositeur anglais (° 12 juillet 1885).
- 13 août : Fritz Steinbach, chef d'orchestre et compositeur allemand (° 17 juin 1855).
- 16 août : Umberto Boccioni, peintre et sculpteur futuriste italien (° 19 octobre 1882).
- 21 août : Paula Kravogl, écrivaine autrichienne (° 22 décembre 1856).
- 26 août : François Brillaud, peintre français (° 23 septembre 1846).
- 28 août : Henri Harpignies, peintre paysagiste, aquarelliste et graveur français (° 28 juin 1819).
- 29 août : Frank Osmond Carr, compositeur anglais d'opéras comiques et de comédies musicales (° 23 avril 1858).
- 31 août :
  - Carl Jutz, peintre allemand (° 22 septembre 1838).
  - Charles Toché, peintre, affichiste et illustrateur français (° 26 juillet 1851).

## Septembre
- 3 septembre : 3 septembre : Germain Cuzacq, militaire français (° 11 juillet 1886).
- 9 septembre :
  - Sydney Ayres, acteur, réalisateur et scénariste américain (° 28 août 1879).
  - Charles Bigot, peintre français (° 7 avril 1878).
- 10 septembre : Friedrich Gernsheim, chef d'orchestre, pianiste et compositeur allemand (° 17 juillet 1839).
- 14 septembre : Émile Maitrot, coureur cycliste français (° 2 juillet 1882).
- 15 septembre :
  - Gabriel Deluc, peintre français (° 1er octobre 1883).
  - Isidore Legouix, compositeur français (° 1er avril 1834).
- 21 septembre : Auguste Mollard, orfèvre et peintre sur émail français (° 10 janvier 1836).
- 23 septembre : Kiffin Rockwell, pilote américain pendant la Première Guerre mondiale (° 20 septembre 1892).
- 30 septembre : Enrico Pestellini, peintre italien (° 1838).

## Octobre
- 19 octobre : Louis-Joseph-Raphaël Collin, peintre et illustrateur français (° 17 juin 1850).
- 22 octobre : Nikolaï Mechtcherine, peintre russe (° 28 février 1864).
- 25 octobre : Édouard Touraine, peintre et illustrateur français (° 26 janvier 1883).
- ? octobre : Eugène Berthelon, peintre français (° 17 novembre 1829).

## Novembre
- 1er novembre : Victor-Oscar Guétin, peintre français (° 17 mars 1872).
- 6 novembre : Stanislas Torrents, peintre français (° 23 mai 1839).
- 7 novembre : Kumoemon Tōchūken, récitant japonais du genre de chant narratif rōkyoku de l'ère Meiji (° 25 octobre 1873).
- 13 novembre : Percival Lowell, astronome américain (° 13 mars 1855).
- 14 novembre : Maurice Ordonneau, dramaturge et compositeur français (° 18 juin 1854).
- 15 novembre :
  - Henryk Sienkiewicz, écrivain polonais (° 5 mai 1846).
  - František Ženíšek, peintre bohémien (° 25 mars 1849).
- 21 novembre : François-Joseph Ier d'Autriche, empereur d'Autriche-Hongrie (° 18 août 1830).
- 22 novembre : Jack London, écrivain américain (° 12 janvier 1876).
- 27 novembre : Émile Verhaeren, poète belge de langue française (° 21 mai 1855).

## Décembre
- 1er décembre : Charles de Foucauld, officier de cavalerie de l'armée française devenu explorateur et géographe, puis religieux catholique, ermite et linguiste (° 15 septembre 1858).
- 6 décembre :
  - Eugen Dücker, peintre romanticiste germano-estonien (° 10 février 1841).
  - Édouard Pail, peintre français (° 17 octobre 1851).
- 13 décembre : Antonin Mercié, sculpteur, médailleur et peintre français (° 29 octobre 1845).
- 17 décembre :
  - Bio Guéra, prince guerrier wassangari, peuple du Nord Bénin (° 1856).
  - Raspoutine, pèlerin, mystique et guérisseur russe (° 21 janvier 1869 ?)
- 19 décembre :
  - Guido Henckel von Donnersmarck, gentilhomme et magnat de l'industrie allemand (° 10 août 1830).
  - Thibaw Min, dernier roi de Birmanie (° 1er janvier 1859).
- 21 décembre : Daniel Oliver, botaniste britannique (° 6 février 1830).
- 22 décembre : Manuel Giró i Ribé, compositeur et organiste catalan (° 1848).
- 26 décembre : Janis Rozentāls, peintre letton (° 18 mars 1866).
- 27 décembre : Nikolaï Soloviev, critique musical, compositeur et enseignant russe au Conservatoire de Saint Pétersbourg (° 9 mai 1846).
- 28 décembre : Eduard Strauss, compositeur autrichien (° 15 mars 1835).
- 29 décembre : Maurice Delcourt, peintre, dessinateur et graveur français (° 3 juin 1877).
- 31 décembre :
  - Kazimierz Alchimowicz, peintre polonais (° 20 décembre 1840).
  - Ernst Rudorff, compositeur, pianiste et pédagogue allemand (° 18 janvier 1840).
  - René Schützenberger, peintre français (° 29 juillet 1860).

- Après 1916 :
- Arturo Petrocelli, peintre italien (° 18 avril 1856).